# Federico Justiniano
Federico Justiniano Suárez (Montero, 18 luglio 1964) è un ex calciatore boliviano, di ruolo centrocampista.

## Biografia
Nato da Luis Justiniano ed Elva Suárez, ha avuto sei figlie dal matrimonio con Lilian Ribera. Una volta ritirato dall'attività agonistica, si è dedicato alla gestione di un Internet point e all'insegnamento del gioco del calcio in alcune scuole.

## Caratteristiche tecniche
Centrocampista, la sua principale caratteristica era la determinazione, che gli permise di diventare un abile marcatore. Grazie alla sua versatilità, riuscì a risultare egualmente efficace nella fase offensiva e in quella difensiva.

## Carriera

### Club
Crebbe nel settore giovanile del Guabirá; debuttò in prima squadra a sedici anni per volontà del tecnico Alberto Viscarra. Divenne ben presto titolare, giocando 70 incontri in massima serie nazionale e ottenendo la convocazione in Nazionale giovanile. Nel 1985 fu ceduto al Destroyers, a cui si legò per molte stagioni a seguire: il primo periodo durò dal 1985 al 1989, e vide Justiniano superare le 150 presenze in prima divisione. Nel 1990 venne ceduto, in prestito, al San José di Oruro, contribuendo alla qualificazione della squadra alla Coppa Libertadores 1991; l'anno seguente tornò al Destroyers, richiesto dall'allenatore Ramiro Blacut. Nel 1994 venne acquistato dal The Strongest, mentre nel 1995 tornò alla società che lo aveva fatto esordire, il Guabirá. Nel 2000, dopo aver disputato una stagione con il Real Potosí, subì un infortunio che gli precluse la partecipazione al campionato nazionale di quell'anno; si ritirò poi con la maglia dell'Aurora di Cochabamba, che allora militava nella Copa Simón Bolívar, la seconda divisione.

### Nazionale
Nel 1982 fu convocato per la prima volta nella Nazionale giovanile. Partecipò poi al Campionato sudamericano di calcio Under-20 1983. Il 14 giugno 1987 fece il suo esordio in Nazionale maggiore. Nel 1987 venne incluso nella lista per la Copa América, debuttando il 28 giugno contro il Paraguay, subentrando nell'intervallo a José Milton Melgar.